# Nordstan
Nordstan er Skandinaviens største[kilde mangler] indkøbscenter og placeret i Göteborg. Centret har ca. 170 butikker og 150 kontorer. Centret fylder 320.000 m² [Inkl. kontorer og boliger?].
Byggeriet begyndte i 1967 og var færdigt i 1972.